# Клипштайн, Филипп Энгель фон
Филипп Энгель фон Клипштайн (нем. Philipp Engel von Klipstein; 2 июня 1777 — 3 ноября 1866, Дармштадт) — немецкий лесовод.
Изучив лесное хозяйство в Гингене под руководством Георга Гартига, поступил в 1799 на службу к князю Сольмс-Гогенсольмс-Лиху и вскоре основал в Гогенсольме (ныне в составе коммуны Хоэнар) частный лесной институт. В 1816 перешёл на государственную службу в Гессен-Дармштадт.
Автор сочинений:
- «Versuch einer Anweisung zur Farst-Betriebs-Regulirung nach neueren Ansichten bearbeitet» (1823),
- «Der Waldfeldbau mit besonderer Rücksicht auf das Grossherzogthum Hessen» (1850)

и многочисленных журнальных статей.